# Barbar-Tempel
Koordinaten: 26° 13′ 34″ N, 50° 29′ 3″ O

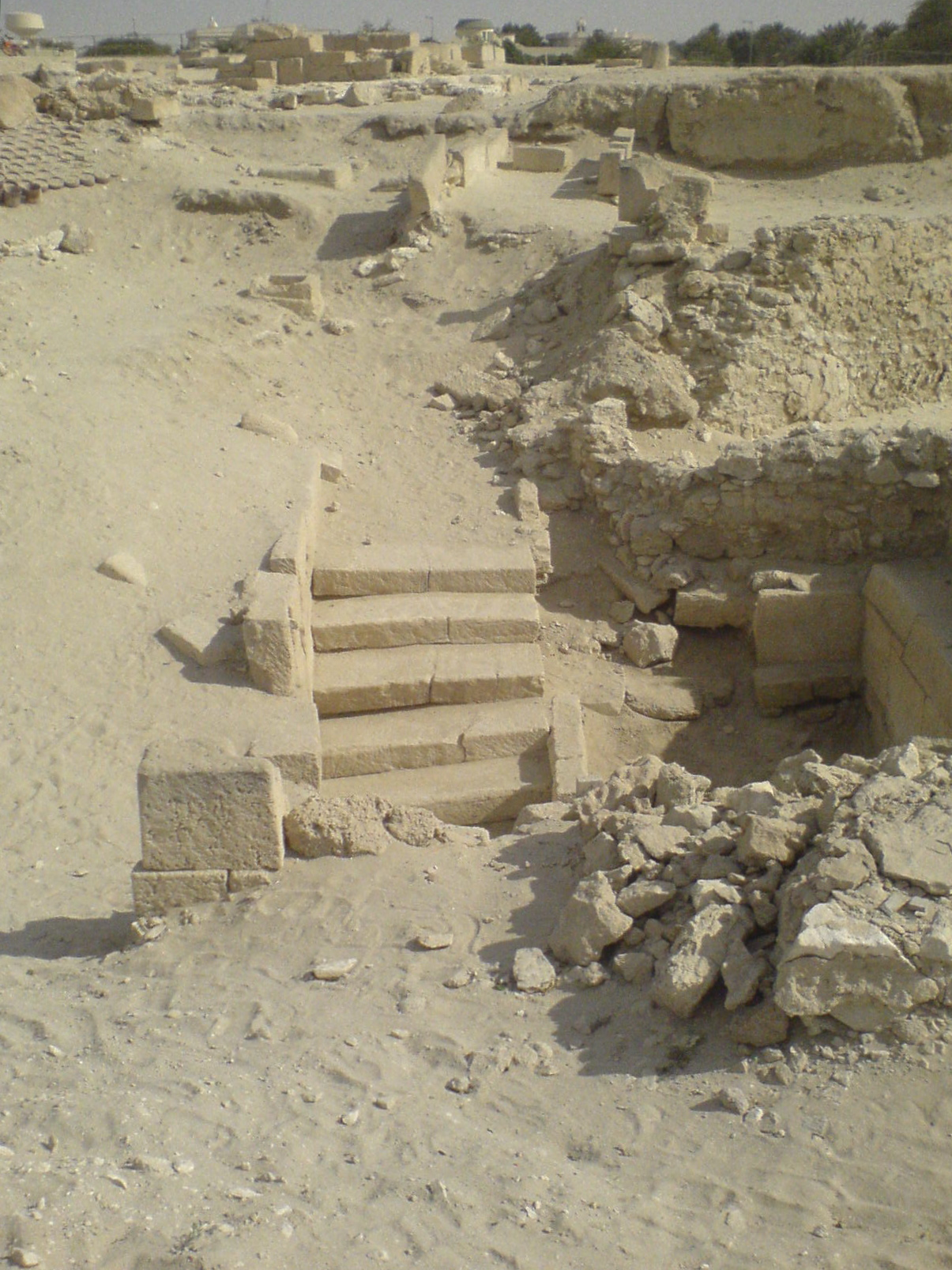
Barbar-Tempel

Bei dem Dorf Barbar an der Nordküste der Hauptinsel Bahrain konnten die Reste eines vorgeschichtlichen Tempels ausgegraben werden. Es handelt sich um einen der wichtigsten Bauten, die man der Kultur von Dilmun zurechnen kann. Der Tempel wurde von 1954 bis 1961 von einem dänischen Ausgrabungsteam freigelegt, dann aber wieder zugeschüttet, um ihn vor weiteren Zerstörungen zu schützen. 1983 wurde er wieder ausgegraben und ist seitdem zur Besichtigung freigegeben.
Bei den Ausgrabungen konnten drei aufeinanderfolgende Tempel unterschieden werden (Tempel I–III). Der älteste dieser Tempel wurde um 2250 v. Chr. errichtet. Er stand auf einer runden Erhebung, an deren Südwestecke sich eine Quelle befand. Der eigentliche Tempel bestand aus einem getreppten Unterbau mit dem eigentlichen Tempelbau darauf. Im Osten gab es eine ovale Umwallung. Tempel II war am besten erhalten und ähnlich aufgebaut. Die Quelle war mit Steinen eingefasst und durch eine Treppe mit dem eigentlichen Tempel verbunden, der wiederum aus zwei Plattformen bestand, die innere in etwa trapezförmig. Hier fanden sich auf dem Boden Reste von Einlassungen für Altäre. In einem Schacht fanden sich Alabastergefäße, der Kupfergriff eines Spiegels in Menschenform und der Kupferkopf eines Bullen.
Tempel III war nur schlecht erhalten und hat stark unter Steinraub gelitten. Auch hier gab es eine Plattform, die mindestens 4 Meter hoch war. Gleichzeitig mit Tempel III wurde im Nordosten ein zweiter Tempel errichtet, der auch auf einer Plattform stand.
Es ist nicht bekannt, welche Gottheit hier verehrt wurde. Aus mesopotamischen Texten ist bekannt, dass Inzak die Hauptgottheit von Dilmun war, der wiederum als Sohn des Enki angesehen wurde. Enki war auch Gott des Süßwassers, womit man wiederum eine Verbindung zu der Quelle im Tempel ziehen kann, jedoch ist nicht bekannt, dass Enki in Dilmun verehrt wurde.